# Nesoxenia
Nesoxenia is een geslacht van libellen (Odonata) uit de familie van de korenbouten (Libellulidae).

## Soorten
Nesoxenia omvat 2 soorten:
- Nesoxenia lineata (Selys, 1868)
- Nesoxenia mysis (Selys, 1878)